# Triodos Investment Management
Triodos Investment Management (TIM) is een Nederlandse investeringsmaatschappij voor duurzaam beleggen. TIM bestaat uit Triodos Investment Management BV en Triodos Investment & Advisory Services BV, beiden volledig eigendom van de Triodos Bank NV. Het Investment Management stelt dat geïnvesteerd kapitaal dat als instrument op een doordachte wijze wordt ingezet, een drijvende kracht kan zijn naar een transitie van een eerlijker, duurzamer en menselijker wereld.
Triodos IM heeft een licentie volgens de Nederlandse Wet op het financieel toezicht (Wft), die voorwaarden oplegt voor een goede werking en de plicht om te handelen in het belang van de deelnemers. De meeste TIM-fondsen ressorteren onder de Nederlandse wetgeving, de Triodos SICAV I en Triodos SICAV II staan geregistreerd bij de Luxemburgse financiële toezichthouder Commission de Surveillance du Secteur Financier (CSSF) en vallen onder de wetgeving van het Groothertogdom Luxemburg.

## Geschiedenis
In 1999 werd Triodos IM opgericht als volwaardige dochteronderneming van Triodos Bank NV.
Eind 2012 telde de beleggingsvennootschap 18 fondsen met 2,2 miljard euro in de sectoren  'Energie en Klimaat' ,  'Opkomende Markten' ,  'Kunst en Cultuur'  en  'Duurzaam Vastgoed' . Deze fondsen investeren rechtstreeks in ondernemingen en projecten die een sociale of milieu-opbrengst genereren. Vier fondsen, Socially Responsible Investment (SRI) Funds, nemen aandelen in maatschappijen uit de brede aandelenmarkten, nadat ze gescreend zijn op sociale, milieu- en economische criteria en als best practices zijn geïdentificeerd. Particulier bezit van aandelen in het Triodos Groenfonds zijn voor de Nederlandse inkomstenbelasting een groene belegging.
In het eerste halfjaar van 2018 is het beheerd vermogen gegroeid naar 4,2 miljard euro, een sterke groei in een half jaar, mede doordat de Nederlandse private banking van Triodos en het beheer van de vier SRI-fondsen geheel werd geïntegreerd binnen TIM. Sinds 2018 staat TIM in voor het beheer van het Sustainability-Finance-Real Economies Fund (SFRE Fund), een fonds dat het Global Alliance for Banking on Values in maart 2015 had opgericht om de impact en het bereik van waardengedreven banken te vergroten door hen langetermijnkapitaal te verstrekken.
Eind 2019 beheerde TIM 4,9 miljard euro aan belegd kapitaal, op 31 december 2024 was dit 5,8 miljard, in fondsen voor de sectoren Energie & Klimaat, Financiële Dienstverlening in opkomende markten en Duurzame Voeding en Landbouw. Naast directe investeringen in deze sectoren, belegt TIM ook in beursgenoteerde ondernemingen die hier actief aan bijdragen.